# Declieuxia passerina
Declieuxia passerina är en måreväxtart som beskrevs av Carl Friedrich Philipp von Martius, Joseph Gerhard Zuccarini, Schult. och Julius Hermann Schultes. Declieuxia passerina ingår i släktet Declieuxia och familjen måreväxter. Inga underarter finns listade i Catalogue of Life.